# Négritude
Négritude (francouzsky černošskost) je filozofická a ideologická koncepce a literárně-kulturní hnutí usilující o znovuobjevení a rehabilitaci africké historie a africké kultury.
Hnutí négritude vzniklo ve 30. letech 20. století mezi černošskou inteligencí v Paříži jako reakce na francouzskou koloniální politiku kulturní asimilace. Hnutí se rozšířilo ve frankofonní Africe.
Jeho zakladateli jsou Léopold Sédar Senghor a Aimé Césaire.
Négritude studuje intuitivní rozum Afričana, jeho splývání se světem, přírodou; vyzdvihuje jeho poetickou expresivnost a celistvost vnímání, ideály spravedlnosti. Toto vše klade do protikladu k racionálnímu rozumu Evropana, jeho odtrhnutí od přírody, vypočítavosti a individualismu.